# Los Campos
Los Campos és un paratge del terme municipal de Tremp, al Pallars Jussà, dins de l'antic terme ribagorçà d'Espluga de Serra.
Està situada en terres de Casterner de les Olles, a l'extrem nord-occidental del terme de Tremp. És a l'extrem de ponent de la Montanyeta de Llastarri, al vessant sud-est del Tossal Gros, i al nord-est de la Collada i del Pla de Cunco, a la capçalera del barranc de Canarill.